# ۱٬۳-دی‌فلوئورو-۲-پروپانول
۱،۳-دی‌فلوئورو-۲-پروپانول (به انگلیسی: 1,3-Difluoro-2-propanol) یک ترکیب شیمیایی با شناسه پاب‌کم ۶۷۹۸۵ است. 